# Rebeca Soler Cejudo
Rebeca Soler Cejudo (Alcoi, 20 d'agost de 1970) és una sociòloga i política valenciana, diputada a les Corts Valencianes en la VI i VII legislatures.
És llicenciada en sociologia i ha treballat com a professora de màrqueting i comerç internacional. Militant del PSPV-PSOE, (1999/2011) fou escollida regidora de l'ajuntament d'Alcoi a les eleccions municipals de 1999, mantenint-se en el càrrec fins al 2007. També fou escollida diputada per la circumscripció d'Alacant a les eleccions a les Corts Valencianes de 2003 i 2007, on ha estat secretària de la Comissió de Sanitat i Consum. Poc després de finalitzar el seu mandat, va abandonar la militància al PSPV-PSOE.